# Philip Showalter Hench
Philip Showalter Hench, född 28 februari 1896 i Pittsburgh, Pennsylvania, USA, död 30 mars 1965 i Ocho Rios på Jamaica, var en amerikansk läkare vid Mayokliniken och nobelpristagare 1950. Hench upptäckte den gynnsamma effekten av hormonet kortison vid behandling av reumatoid artrit och för detta erhöll han 1950, tillsammans med Edward C. Kendall och Tadeus Reichstein, Nobelpriset i fysiologi eller medicin. Nobelkommittén delade ut priset för trions "upptäckter relaterade till hormonerna i binjurebarken, deras struktur och biologiska effekter".

## Biografi
Hench studerade vid Lafayette College i Easton, Pennsylvania, där han tog sin kandidatexamen 1916. Efter att ha tjänstgjort i Medical Corps of the U.S. Army och reservkåren för att avsluta sin medicinska utbildning, tog han en doktorsexamen i medicin vid University of Pittsburgh 1920. Omedelbart efter avslutad läkarexamen tillbringade han ett år som praktikant på St. Francis Hospital i Pittsburgh och blev sedan stipendiat i Mayo Foundation. Åren 1928 och 1929 fortsatte Hench sin utbildning vid Freiburgs universitet och von Müller Clinic i München.
Hench gifte sig med Mary Kahler 1927. Hans svärfar, John Henry Kahler, var vän till Mayo Clinics grundare William J. Mayo. Paret Hench fick fyra barn, två döttrar och två söner.  Hans son, Philip Kahler Hench, studerade också reumatologi. 

## Vetenskaplig karriär
Hench började sin karriär på Mayo Clinic 1923 och arbetade på institutionen för reumatiska sjukdomar. År 1926 blev han prefekt. Under sin tid på Mayo Clinic, inriktade han sitt arbete på artritiska sjukdomar, där hans observationer ledde honom att hypotesen att steroider lindrade smärta i samband med sjukdomen. Vid denna tid, hade biokemisten Edward Calvin Kendall isolerat flera steroider från binjurebarken. Efter flera års arbete bestämde sig duon för att prova en av dessa steroider (kallad förening E vid den tiden, senare känd som kortison) på patienter som drabbats av reumatoid artrit. Testningen av hypotesen försenades, därför att syntesen av förening E var dyr och tidskrävande och Hench tjänade i militären under andra världskriget. Testerna genomfördes framgångsrikt 1948 och 1949.
Hench, Kendall och den schweiziske kemisten Tadeus Reichstein tilldelades Nobelpriset i fysiologi eller medicin 1950 "för sina upptäckter relaterade till hormonerna i binjurebarken, deras struktur och biologiska effekter". År 2010 var Hench och Kendall de enda två Nobelpristagarna som verkat inom Mayo Clinic. Henchs Nobelföreläsning var direkt relaterad till den forskning han hedrades för, och betitlade "The Reversibility of Certain Rheumatic and Non-Rheumatic Conditions by the Use of Cortisone Or of the Pituitary Adrenocorticotropic Hormone". I sitt anförande på banketten under utmärkelseceremonin framhöll han förbindelsen mellan studier av medicin och kemi tillägnat hans medvinnare:"Perhaps the ratio of one physician to two chemists is symbolic, since medicine is so firmly linked to chemistry by a double bond."
Under sin karriär var Hench en av grundarna av American Rheumatism Association, och var dess ordförande 1940 och 1941. Förutom Nobelpriset tilldelades Hench Heberdeenmedaljen (1942), Laskerpriset (1949), Passano Foundation Award (1950) och Criss Award. Hench har också tilldelats hedersdoktorat vid Lafayette College, Washington and Jefferson College, Western Reserve University, the National University of Ireland och University of Pittsburgh.
Förutom sitt arbete med kortison hade Hench hela tiden ett intresse för gula febern. År 1937 började han dokumentera historien bakom upptäckten av gula febern. Hans samling av dokument om detta ämne finns vid University of Virginia i Philip S. Hench Walter Reed Yellow Fever Collection. Hans hustru donerade samlingen till universitetet efter hans död.